# 本蒂斯克羅斯峰

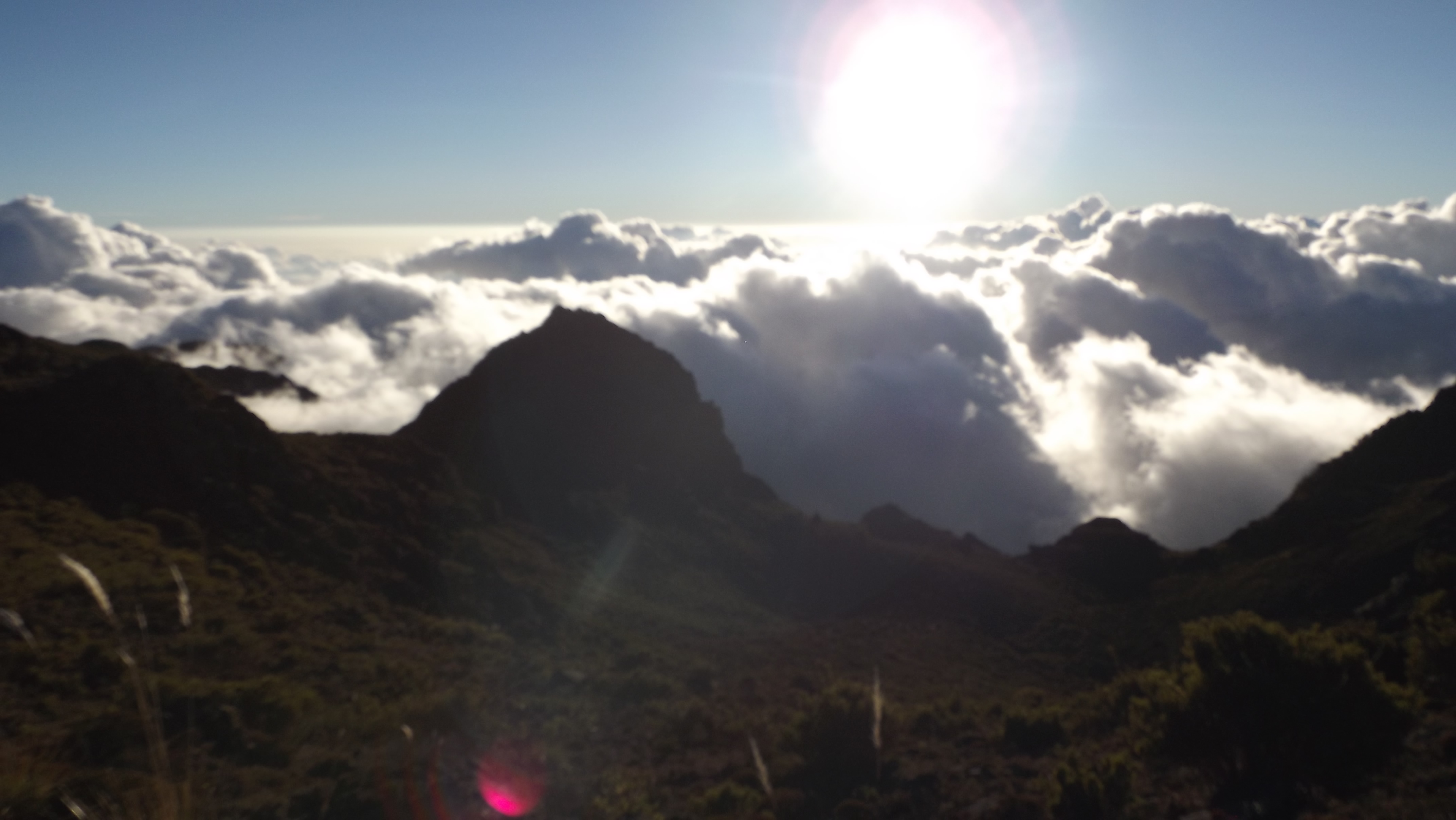

本蒂斯克羅斯峰（西班牙語：Cerro Ventisqueros），是哥斯達黎加的山峰，位於該國中部聖何塞省的佩雷斯塞萊東縣，海拔高度3,812米，是該國第二高峰，距離奇里波峰僅8米。